# Bonobo
|  | «Bonobos» redirigeix aquí. Vegeu-ne altres significats a «Bonobos (grup de música)». |

El bonobo (Pan paniscus) és un ximpanzé conegut també com a ximpanzé pigmeu; és una de les dues espècies que componen el gènere dels ximpanzés Pan. L'altra espècie del gènere Pan és el ximpanzé comú (Pan troglodytes). No es poden veure gaire fora del seu hàbitat natural, per això no són tan coneguts com els ximpanzés comuns. A primera vista són molt semblants a aquests, però normalment tenen la cara negra, les orelles més petites i les cames més llargues. Viuen a les pluviselves de l'Àfrica central. S'alimenten principalment de fruits i fulles que cullen dels arbres i arriben a fer 1 metre d'alçada.
Una teoria sobre l'origen del nom bonobo diu que és un error de pronúncia del nom del poble de Bolobo, al costat del riu Congo. Però una explicació més factible és que prové de la paraula ancestre en un antic dialecte bantu.
El bonobo va ser descobert pels europeus el 1928, per l'anatomista americà Harold Coolidge, que en va presentar un crani al museu de Tervuren, a Bèlgica, que es creia que pertanyia a un ximpanzé jove. Però el mèrit del descobriment com a espècie diferenciada s'atribueix a l'alemany Ernst Schwarz, que va publicar el descobriment el 1929. L'espècie es distingeix per la tendència que els seus individus caminin drets de vegades, per la seva cultura matriarcal i igualitària, i pel paper preponderant de l'activitat sexual en la seva societat.

## Filogènia dels bonobos
Els estudis de paleontologia i paleozoologia, entre molts altres, demostren que els bonobos descendeixen dels ximpanzés pròpiament dits, i se'n van separar fa uns 2 milions d'anys. Aleshores, una gran part d'Àfrica es tornà àrida i, per tant, també es van reduir els boscos. Una mutació genètica, que va donar origen als bonobos, va ser particularment favorable perquè aquesta nova espècie prosperés: no sols se'n va reduir la mida (cosa que vol dir menys requeriments nutricionals, encara que no sempre), sinó que va significar una conducta nova: les bandes d'aquests simis deixaren d'estar organitzades pels mascles, passant a ser organitzadores les femelles. Això és coherent amb el fet que les femelles bonobo, com que són més petites, podien accedir als fruits dels pocs arbres de la regió que patia la dessecació, i per això van passar a dirigir el repartiment del menjar.

## Nom

### Taxonomia
El nom científic del bonobo és Pan paniscus. Com que el 98% del seu ADN és idèntic al d'Homo sapiens, estan més emparentats amb els humans que amb els goril·les.
Per tant, la comunitat científica reclassificà la taxonomia del bonobo (i el ximpanzé comú), canviant el seu nom de família Pongidae a Hominidae, que inclou els humans.
Però encara hi ha controvèrsia. Una minoria de científics, com Morris Goodman de la Wayne State University de Detroit, diuen que, ja que tant el bonobo com el ximpanzé comú estan tan emparentats amb els humans, el nom del seu gènere hauria de ser també classificat dins del gènere humà Homo: Homo paniscus, Homo sylvestris o Homo arboreus. Una proposta alternativa suggereix que el terme Homo sapiens és realment el problema, i que la humanitat hauria de ser reclassificada com a Pan sapiens. En qualsevol dels casos, un canvi en la taxonomia és problemàtic, ja que complica la taxonomia de les altres espècies emparentades amb la humana, incloent-hi l'Australopithecus. Molts altres científics no consideren que siguin necessaris ni convenients aquests canvis que es basen exclusivament en la distància genètica ignorant altres criteris: morfològics, adaptatius, etc.
Proves recents d'ADN suggereixen que les espècies del bonobo i el ximpanzé comú es van separar l'una de l'altra fa menys d'un milió d'anys. La línia comuna bonobo/ximpanzé es va separar de la línia evolutiva humana fa aproximadament uns sis milions d'anys. Com que no ha sobreviscut cap espècie anterior a l'Homo sapiens en la línia evolutiva humana, les dues espècies de ximpanzé són el parent viu més proper dels humans.

## Morfologia

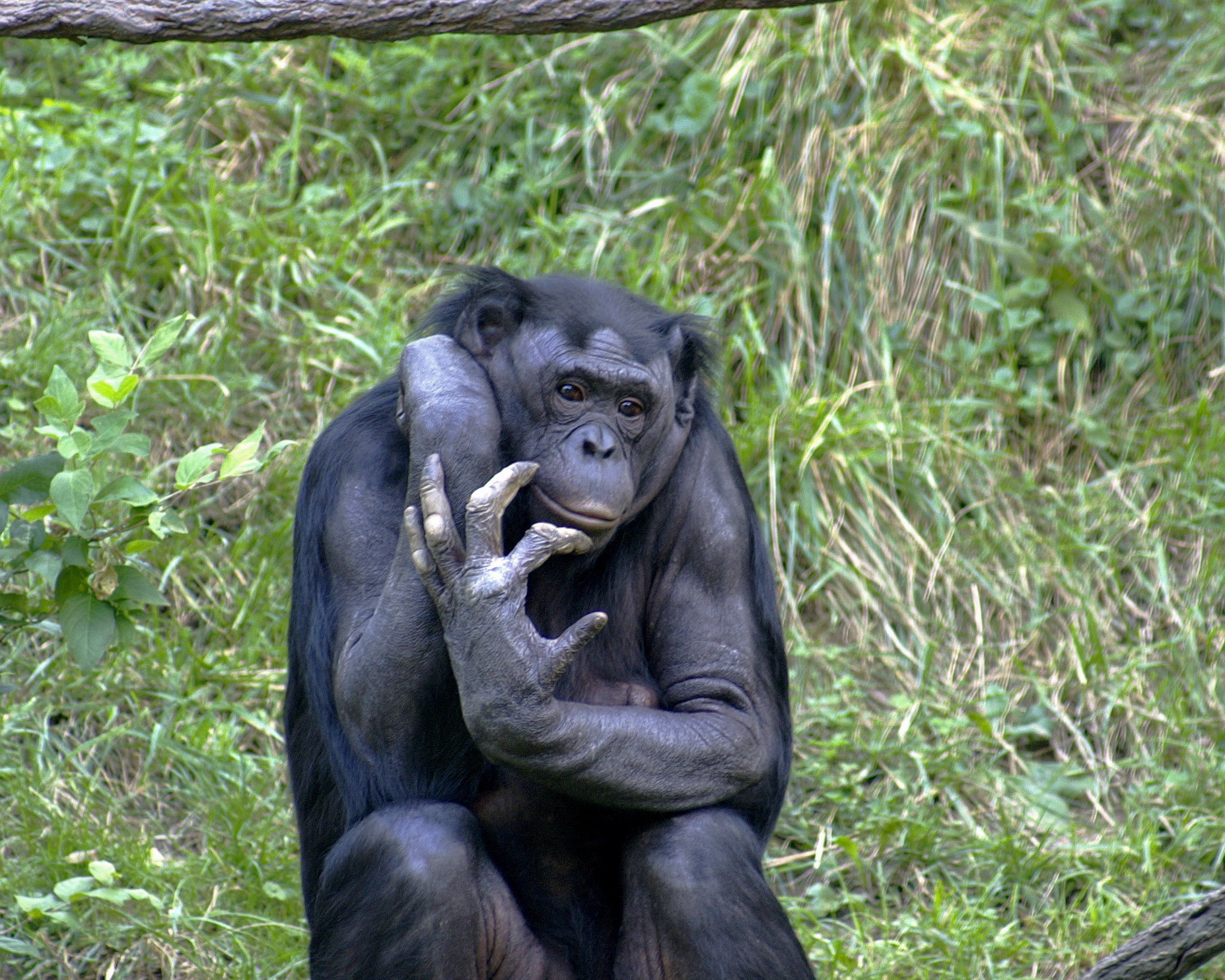
Bonobo (Zoo de Cincinnati), maig de 2005

El bonobo és més gràcil que el ximpanzé comú. Té el cap més petit, però té un front més ample. Té la cara negra amb llavis rosats, orelles petites, narius amples, i cabell llarg al cap. Les femelles tenen mamelles lleugerament prominents, en contrast amb els pits plans d'uns altres primats femella, encara que no tan prominents com els de les femelles humanes. El bonobo té també un cos prim, espatlles estretes, coll prim i cames llargues comparat amb el ximpanzé comú. Els bonobos caminen alçats el 25% del temps. Aquestes característiques, a més de la seva postura, els dona als bonobos una aparença més humana que els ximpanzés comuns. Així mateix, els bonobos tenen una gran diferenciació facial, igual que els humans, de manera que cada individu té una aparença significativament diferent, i en permet el reconeixement visual.

## Comportament
Frans de Waal, un dels més importants primatòlegs a nivell mundial, afirma que el bonobo és capaç de manifestar altruisme, compassió, empatia, amabilitat, paciència i sensibilitat. Les observacions han confirmat que els mascles de ximpanzé comú són extraordinàriament hostils cap als mascles externs al grup. Aquest no és el comportament dels mascles o femelles bonobos, que tenen límits territorials més febles, i quan es troben amb uns altres grups solen tenir relacions amistoses. El bonobo viu al marge sud del riu Congo, mentre que el ximpanzé comú es troba al nord del mateix riu. Cap dels dos no neda, i això ha servit probablement de barrera natural.
Els bonobos, almenys en captivitat, solen ser considerats com més intel·ligents que els ximpanzés.
S'ha parlat d'un «matriarcat» entre els bonobos, perquè la violència entre els individus és molt baixa. Les femelles són les mediadores de les relacions. Les femelles tenen estrògens (hormona del desig sexual i de l'atenuació de l'agressivitat) en lloc de testosterona (hormona que, entre més funcions, té a veure amb l'agressió). Quan hi ha un intent de violència entre els mascles, les femelles bonobo solen pacificar-los tenint contactes sexuals.

### Comportament sexual social

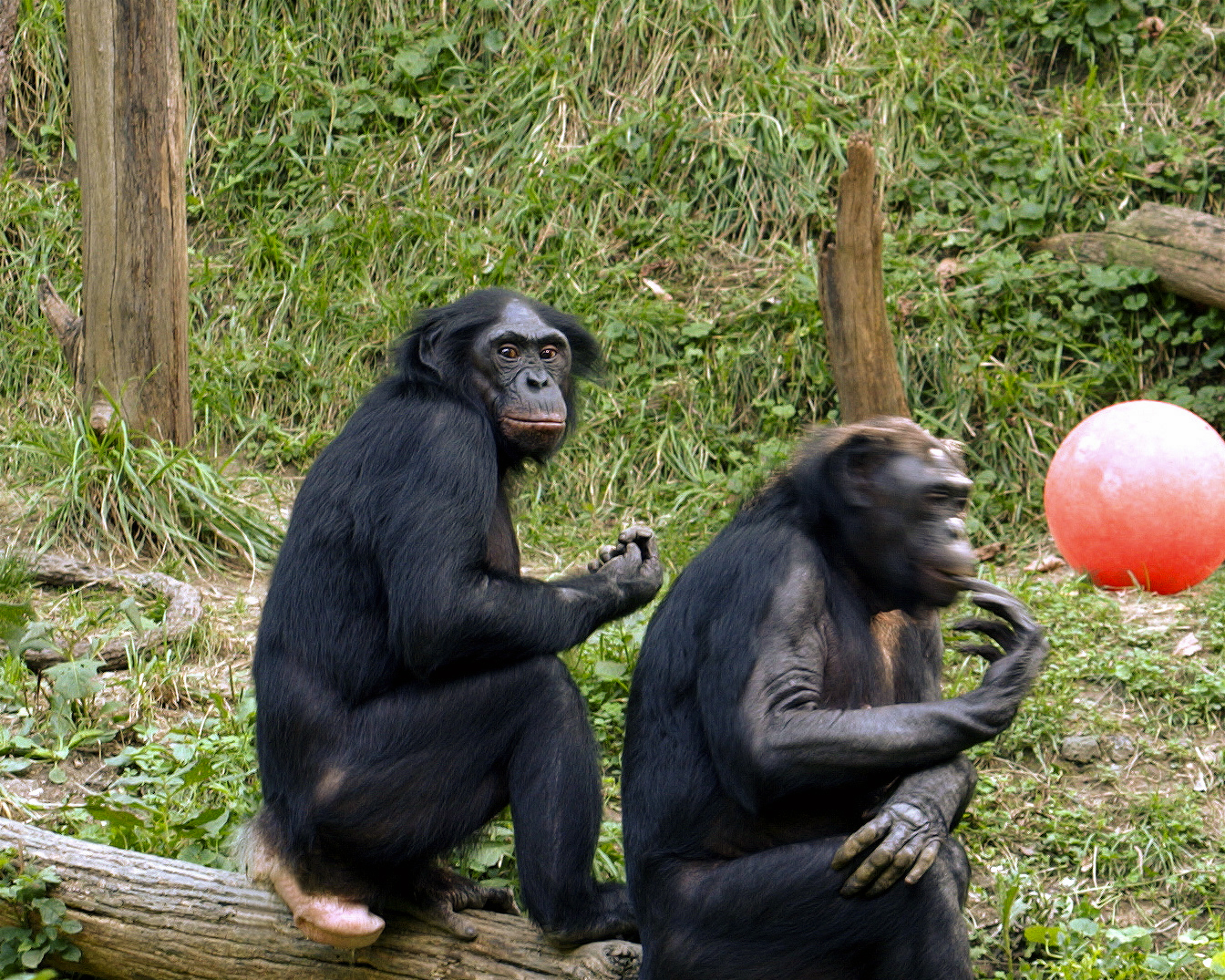
Parella de bonobos (zoo de Cincinnati), setembre de 2005

Les relacions sexuals fan un paper preponderant en les societats de bonobos, perquè es fan servir de salutació, com a mètode de resolució de conflictes, com a mitjà de reconciliació després dels conflictes, i com a forma de pagament mitjançant favors tant de mascles com de femelles a canvi de menjar. Els bonobos són els únics primats (a part dels humans) que han estat vistos fent totes les activitats sexuals següents: sexe genital cara a cara (principalment femella amb femella, seguit en freqüència pel coit femella-mascle i els fregaments mascle-mascle), petons amb llengua i sexe oral. Els bonobos, gràcies a aquestes pràctiques sexuals, com les relacions heterosexuals, homosexuals i la masturbació pròpia i aliena, contribueixen a mantenir vincles que els uneixen encara més com a societat.
L'activitat sexual té lloc tant dins de la família propera com fora d'aquesta, i sol implicar tant adults com cries. Els bonobos no formen relacions estables de parella. Tampoc no semblen distingir ni gènere ni edat, amb l'excepció de les mares i els seus fills, entre els quals no s'han vist mai relacions sexuals. Quan els bonobos troben una nova font de menjar o lloc d'alimentació, l'excitació general sol desembocar en una activitat sexual en grup, sobretot entre les femelles, presumiblement descarregant la tensió dels participants i permetent una alimentació pacífica.
Els mascles bonobo tenen sovint sexe genital entre ells, de maneres diferents (frot). Una de les formes és que dos mascles freguen els seus penis mentre pengen d'un arbre cara a cara. També se n'han vist fent-ho a terra. Una altra manera, emprada pels mascles com a reconciliació després d'un conflicte, es fa amb tots dos ajaguts d'esquena, i fregant les bosses escrotals entre si.
Les femelles bonobo fan el sexe genital femella-femella (tribadisme) com a forma d'establir relacions socials entre elles, enfortint així el nucli matriarcal de la societat bonobo. L'estreta relació entre les femelles els permet dominar l'estructura social -encara que els mascles són físicament més forts, no poden plantar cara sols a un grup unit de femelles, i no solen col·laborar entre ells. Les femelles adolescents solen abandonar el grup en el qual neixen per unir-se a un altre. Aquesta migració habitual de les femelles fa que el fons genètic dels bonobos es barregi amb freqüència.
Malgrat l'enorme increment de l'activitat sexual, la taxa de reproducció no és més gran que la dels ximpanzés comuns. Les femelles s'encarreguen dels seus fills i els alimenten durant cinc anys, i poden donar a llum cada cinc o sis anys. Comparades amb les de ximpanzé comú, les femelles de bonobo no s'allunyen mai del grup per parir i no es coneixen casos d'infanticidi entre bonobos, que sí que són freqüents en ximpanzés.
Franz de Waal, Richard Wrangham i Dale Peterson emfasitzen l'ús del sexe pel bonobo com a mecanisme per a evitar la violència.
| « | Tant el ximpanzé comú com el bonobo evolucionaren del mateix ancestre que donà lloc als humans, però el bonobo és de les espècies més pacífiques i no agressives de mamífers que avui dia viuen a la Terra. Han desenvolupat maneres de reduir la violència. Ens mostren que el creixement de la violència no és inexorable. | » |
| — | |   |

### El fenomen del consol
Igual que en altres simis antropomorfs i en els humans, la “third party affiliation” -o sigui, el contacte afectiu (affiliation contact: per exemple, seure mantenint contacte, abraçar, acariciar, gratar, etc.) ofert a la víctima d'una agressió per part d'un membre del grup que no sigui l'agressor– es troba també en els bonobos. Un estudi recent ha trobat que el contacte afectiu, bé sigui espontàniament ofert per un membre del grup a la víctima o bé sigui demanat per la víctima, pot reduir la probabilitat que uns altres membres del grup facin més agressions a la víctima (aquest fet recolza la hipòtesi de “protecció de la víctima” o Victim protection hypothesis). Però, només el contacte afectiu espontani redueix l'ansietat de la víctima, i això suggereix no sols que aquesta afectivitat no demanada té efectivament una funció consoladora, sinó també que el gest espontani -més que la protecció- treballa per calmar el subjecte neguitós per l'agressió. Els autors fan la hipòtesi que la víctima pot percebre l'autonomia motivacional de l'individu que ofereix consol, que no li cal cap invitació (de la víctima) per donar un contacte després del conflicte. A més, només el consol espontani –i no el demanat– va ser afectat per la relació entre els dos intervinents en l'acte de consol (en suport a la hipòtesi del consol o Consolation hypothesis), perquè els autors es van adonar que el contacte afectiu espontani compleix el gradient empàtic descrit per als éssers humans, perquè el consol es fa més sovint entre parents, una mica menys entre individus "amics" amb bones relacions i, amb encara menys entre coneguts. Per tant, el consol en el bonobo podria ser un fenomen que té una base empàtica.

### Un altre comportament social
Les femelles són molt més petites que els mascles, però tenen un estatus social molt més alt. Les trobades agressives entre mascles i femelles són estranyes. Els mascles són tolerants envers cadells i cries. L'estatus d'un mascle és un reflex del de la seva mare. El vincle mare-fill és sovint molt fort, i dura tota la vida. Encara que hi ha jerarquies socials, el rang de cada individu no és tan preponderant com en les altres societats de primats.
Els bonobos són actius des de l'alba fins al crepuscle, i viuen seguint un patró fissió-fusió: una tribu de prop d'un centenar es dividirà en petits grups durant el dia mentre busquen menjar, i després es reuneixen a la nit per dormir. Dormen als arbres, als nius que han fet ells mateixos. Els ximpanzés comuns cacen unes altres mones de vegades, però els bonobos són principalment frugívors, tot i que també mengen insectes i de vegades se'ls ha vists caçant petits mamífers com esquirols o uns altres primats.

### Semblances amb els éssers humans

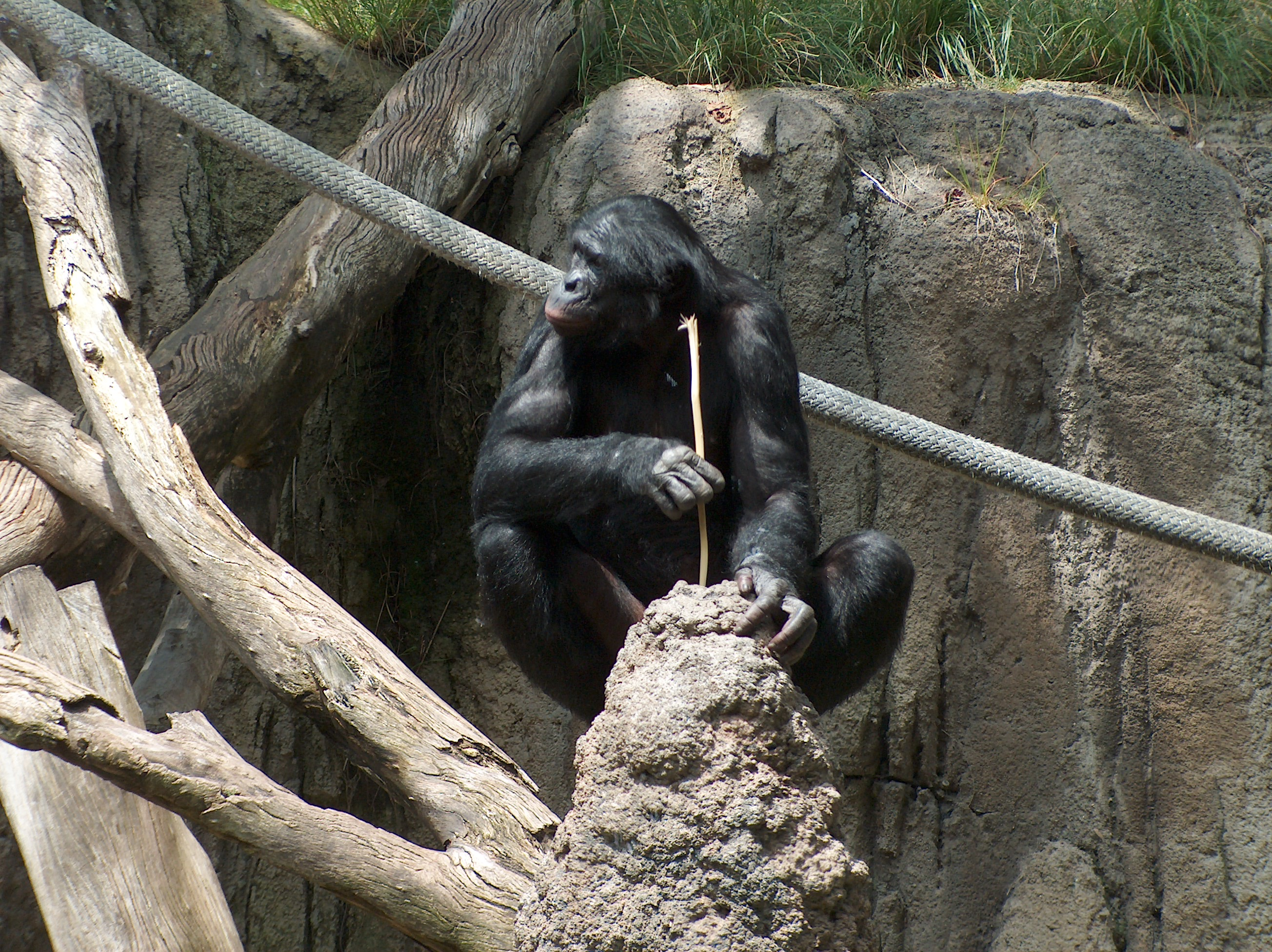
Bonobo "pescant" tèrmits (zoo de San Diego), agost de 2005

Els bonobos passen la prova del mirall, que serveix per demostrar la consciència d'un mateix. Es comuniquen principalment mitjançant sons, tot i que encara no es coneix el sentit de les seves vocalitzacions. Els humans entenem les seves expressions facials i alguns dels seus gestos amb les mans, com la invitació a jugar. En el Great Ape Trust, un centre on acullen bonobos, a alguns se'ls ensenya a parlar per comunicar-se, de vegades des del naixement. Dos bonobos, Kanzi i Panbanisha, han après mig miler de paraules d'un idioma compost per lexigrames mitjançant els quals es poden comunicar amb humans gràcies a un teclat especial. A més, són capaços d'entendre l'anglès a viva veu. Hi ha gent, com el bioètic Peter Singer, que diu que aquests resultats donen als bonobos el "dret a la supervivència i a la vida", drets que els humans teòricament reconeixen a totes les persones.

## Hàbitat
Prop de 10.000 bonobos viuen només al sud del riu Congo i al nord del riu Kasai (un afluent del Congo), a les selves humides de la República Democràtica del Congo a l'Àfrica central. Són una espècie en perill d'extinció, per culpa de la pèrdua del seu hàbitat natural i que se'ls caça per menjar-se'ls. La caça ha crescut moltíssim durant l'última guerra civil del país, a causa de la presència de milicians armats fins i tot a les àrees "protegides" com el Parc Nacional de Salonga. Avui dia, només queden uns quants milers de bonobos.

## Conservació i amenaces
Actualment, els bonobos encara poden ser caçats fins a l'extinció pels humans que en mengen. La recent guerra civil a la República Democràtica del Congo ha fet molt de mal a la població de bonobos. Els nadius volen defensar-ne els drets, i els esforços en pro de la conservació dels bonobos estan equilibrant aquests problemes.
Com que l'hàbitat dels bonobos és compartit amb els humans, l'èxit de qualsevol esforç de conservació dependrà de la implicació dels habitants locals. El problema de "parcs contra pobles" és molt viu a la Cuvette Centrale, la zona del bonobo. Hi ha una forta resistència al Congo, tant a nivell local com nacional, a l'establiment de parcs nacionals, perquè sovint comunitats indígenes han estat expulsades de la selva per fer-hi un parc. A Salonga, l'únic parc existent en l'hàbitat del bonobo, no hi ha adhesió local cap al moviment de conservació, i un estudi recent diu que el bonobo, l'elefant de bosc africà i unes altres espècies han estat severament devastades per caçadors furtius. En canvi, hi ha zones on el bonobo i la biodiversitat en general prosperen sense cap parc, gràcies a les creences i tabús indígenes contra la caça del bonobo.
Durant la guerra dels anys 1990, els investigadors i les ONG internacionals van ser expulsats de l'hàbitat del bonobo. L'any 2002, la Bonobo Conservation Initiative inicià el Bonobo Peace Forest Project en cooperació amb institucions ONG i comunitats nacionals i locals. El Bonobo Peace Forest Project treballa amb comunitats locals per fer reserves gestionades per nadius. Malgrat que només reben una ajuda limitada per part de les organitzacions internacionals, aquest model sembla que té l'èxit, perquè s'han fet acords per protegir més de 5.000 milles quadrades de l'hàbitat del bonobo. D'acord amb el projecte Bonobo Peace Forest, serà un model per al moviment ecologista del segle xxi.
Aquesta iniciativa ha estat guanyant pes i reconeixement internacional, i fa poc ha guanyat suport gràcies als Conservation International, el Global Conservation Fund, US Fish & Wildlife Services, Great Ape Conservation Fund i el Great Ape Survival Project de les Nacions Unides.
Al començament del 2003, el govern dels Estats Units d'Amèrica va destinar 54.000.000 de dòlars al Congo Basin Forest Partnership. Aquesta significativa inversió ha engegat la mobilització de les ONG internacionals per fer bases a la regió. Aquesta recent iniciativa pot millorar la probabilitat de supervivència de l'espècie, però l'èxit encara depèn de la participació de les comunitats locals i indígenes.
Alguns grups implicats han afrontat la situació de crisi d'aquests cosins llunyans de la humanitat en moltes pàgines web. Organitzacions com la World Wide Fund for Nature, l'African Wildlife Foundation, i unes altres, intenten centrar l'atenció en el risc extrem que corre l'espècie. Algunes han demanat que es faci una reserva natural en algun lloc de l'Àfrica que sigui menys inestable, o en una illa com Indonèsia. També diuen que es pot fer recerca mèdica no invasiva amb els bonobos que viuen en llibertat, sense gens de perill per a ells.